# روبرت س. إيفانز
روبرت س. إيفانز (بالإنجليزية: Robert Charles Evans)‏ هو كاهن كاثوليكي أمريكي، ولد في 2 سبتمبر 1947 في مولتري في الولايات المتحدة.